# Trebišnjica
Trebišnjica är ett vattendrag i Bosnien och Hercegovina.   Det ligger i entiteten Federationen Bosnien och Hercegovina, i den södra delen av landet, 110 km söder om huvudstaden Sarajevo.
Trakten runt Trebišnjica består i huvudsak av gräsmarker. Runt Trebišnjica är det ganska glesbefolkat, med 45 invånare per kvadratkilometer.